# Harold George Hills
Harold George Hills (1939) es un botánico y explorador estadounidense.

## Biografía
Desarrolla actividades académicas en la Universidad Estatal de Iowa.
Realizó exploraciones botánicas por Ecuador. Fue autor taxonómico de las descripciones de 15 especies, subespecies y variedades botánicas, de Orchidaceae.

## Algunas publicaciones
- k.m. Cameron, mark w. Chase, w. mark Whitten, paul j. Kores, david c. Jarrell, victor a. Albert, tomohisa Yukawa, harold g. Hills, douglas h. Goldman. 1999. A phylogenetic analysis of the Orchidaceae: evidence from rbcL nucleotide sequences Archivado el 26 de noviembre de 2015 en Wayback Machine.. Am. J. Bot. 86 (2): 208-224

- m. Chase, m. Duvall, h.g. Hills, et al. 1995. Molecular phylogenetics of Lilianae. En p. Rudall, p. Cribb, d. Cutler, c. Humphries [eds.] Monocotyledons: systematics and evolution, 109–137. Royal Botanic Gardens, Kew

- —--------, k. Cameron, h.g. Hills, d. Jarrell. 1994. DNA sequences and phylogenetics of the Orchidaceae and other lilioid monocots. En a. Pridgeon [ed.] Proc. of the Fourteenth World Orchid Conference, 61–73. HM's Stationary Office, Glasgow

- —--------, h.g. Hills. 1992. Orchid phylogeny, flower sexuality, and fragrance- seeking. BioScience 42:43–49

- c.h. Dodson, r.e. Dressier, h.g. Hills, r.m. Adams, n.h. Williams. 1964. Biologically active compounds in orchid fragrances. Science 164: 1243-1249

### Libros
- 1968. Fragrance Analysis in Chemotaxonomy of the Genus Catasetum (Orchidaceae). Ed. Univ. of Miami, 104 pp.
- La abreviatura «H.G.Hills» se emplea para indicar a Harold George Hills como autoridad en la descripción y clasificación científica de los vegetales.[3]